# Процеса на Б. Сарафов
„Процеса на Б. Сарафов“ е български вестник, излизал в 1901 година в София, по повод аферата Михайляну.

## История
Излиза в 3 броя от 31 юли до 2 август 1901 година като приложение към радослависткия вестник „Отзив“. Третият брой се казва „Борис Сарафов“. Редактор е П. А. Петров и се печата в печатница „Калъчев“ в София. Изданието е специален брой, посветен на процеса срещу председателя на Върховния македоно-одрински комитет Борис Сарафов. Сарафов е обвинен като интелектуален убиец на Стефан Михайляну и на Кирил Фитовски в Букурещ.